# Hradišťský Újezd
Hradišťský Újezd (také Hradišťský Oujezd nebo Hradišťský Oujezdec, německy Aujest bei Blowitz) je malá vesnice, část města Blovice v okrese Plzeň-jih v Plzeňském kraji. Nachází se asi 3,5 kilometru jihovýchodně od Blovic. Hradišťský Újezd je také název katastrálního území o rozloze 1,81 km².

## Historie
První písemná zmínka o vesnici pochází z roku 1545. V 18. století poblíž obce stála draslárna hradišťského panství a poplužní dvůr.

## Obyvatelstvo
| Rok            | 1869 | 1880 | 1890 | 1900 | 1910 | 1921 | 1930 | 1950 | 1961 | 1970 | 1980 | 1991 | 2001 | 2011 | 2021 |
| -------------- | ---- | ---- | ---- | ---- | ---- | ---- | ---- | ---- | ---- | ---- | ---- | ---- | ---- | ---- | ---- |
| Počet obyvatel | 158  | 151  | 138  | 140  | 161  | 150  | 135  | 110  | 90   | 78   | 61   | 66   | 47   | 43   | 41   |
| Počet domů     | 25   | 25   | 25   | 22   | 22   | 21   | 26   | 26   | 23   | 20   | 18   | 25   | 26   | 27   | 26   |

## Obecní správa
Při sčítání lidu v letech 1850–1879 Hradišťský Újezd byl osadou obce Lhotka v okrese Plzeň. V letech 1880–1975 byl samostatnou obcí, se kterým patřila nejprve do okresu Plzeň, ale v roce 1950 v okrese Blovice a od roku 1960 v okrese Plzeň-jih. Od 1. ledna 1976 je částí města Blovice v okrese Plzeň-jih.